# Проза
Проза (лат. proza oratio – управни, директни говор) је начин изражавања и писања који обично није метрички тако чврсто одређен као поезија (стих, метрика, ритам, рима, акценат), те који има различите функције у стандардном и књижевном језику. У стандардном језику употребљава се у сврху свакидашњег споразумевања, а у књижевном језику у дискурзивним књижевним врстама (есеј, расправа, трактат и сл.), затим у мемоарској књижевности, и, посебно након ренесансе, у разним епским и драмским формама. Мада у неким граничним случајевима проза може да поприми нека формална обележја поезије (ритмичка проза, поетски роман), па и њено афективно, емотивно и имагинативно дејство, проза и у својим дотјеранијим облицима ипак обично има наглашенију референцијалну и когнитивну функцију, те се у њеној комуникацији подразумева знатно непосреднија повезаност између описиваног и описаног. Крајњи степен повезаности између садржаја и његовог исказа постигнут је у научној прози – која је због тога на најдоњој лествици интересовања једног теоретичара књижевности.
Проза се појавила већ у најстаријим књижевним облицима као што су бајке и митови, а одувек се користи у написима, уговорима, правничким текстовима, хроникама и сл.
Проза је врста уметничке књижевности где су речи у књижевним делима пре свега схваћене преко њиховог директног, стварног значења, за разлику од поезије код које се речи организују на такав начин да се разумевање речи усмерава у правцу њихових асоцијација које нису нужно везане за стварна значења речи и у свету реалности.
Прозу карактеришу слободни стил писања који, за разлику од поезије, не следи принципе ритмике и риме. За разлику од поезије која се остварује у стиховима, проза се остварује пуним смисленим реченицама чије се значење прихвата онако какво је њихово стварно значење.
Обично се дели на приповједну, научну и бесједничку прозу.

## Позадина
Вођена је критичка дебата о конструкцији прозе: „... разлика између стихова и прозе је јасна, док је разлика између поезије и прозе нејасна”. Проза у својој једноставности и слободно дефинисаној структури широко је прилагодљива говорном дијалогу, чињеничном дискурсу, и тематском и фикцијском писању. Она се систематски производи и објављује у оквиру књижевности, новинарства (укључујући новине, часописе, и радиодифузију), енциклопедије, филмове, историју, филозофију, закон, и у скоро свим формама и процесима у којима је неопходна људска комуникација.

## Етимологија
Реч „проза” се први пут појавила у енглеском језику у 14. веку. Она је изведена из старофранцуске речи prose, који је формирана из латинског израза prosa oratio (дословно, непосредан или директан говор).

## Порекло
Исак Њутн је у Хронологији древних краљевстава писао „Грчка антика је пуна поетских фикција, зато што Грци нису писали у прози, пре азијског освајања Персијанца Кира Великог. Затим су Ферекид са Сироса и Кадм из Милета увели писање у прози.” Вебсајт Prose, између осталог пише „Наравно, Њутн није открио никакав закон лингвистичке природе који условљава да без обзира на то колико је слободна форма, спонтан или неструктуриран књижевни израз, увек ће садржати поетске елементе, баш као што нејонизовани елементи увек садрже електроне; најбоља проза садржи највећи поетски садржај настао најмањим поетским напором.”

## Структура
Прози недостаје формалнија метричка структура стихова која се може наћи у традиционалној поезији. Проза се састоји од пуних граматичких реченица, које затим сачињавају параграфе при чему се не води пажња о естетској привлачности, док поезија обично садржи метричку и/или римску схему. Неки прозни радови садрже трагове метричке структуре или версификације и свесну мешавину два књижевна формата познату као прозна поезија. Стих се сматра да је више систематичан или доследан датој формули, док проза у већој мери одражава обичан (често конверзациони) говор. По овом питању, Семјуел Тејлор Колриџ је шаљиво захтевао да нови песници требају да знају „дефиниције прозе и поезије; то јест, прозна-речи у њиховом најбољем редоследу; најбоље речи поезије у свом најбољем реду”.
 Месје Жордан зе тражио да текст не буде написан ни као стихови, ни као проза. Филозофски мајстор је одговорио нема другог начина да се особа изрази него путем прозе или стихова, из једноставног разлога што све што није проза представља стихове, и све што нису стихови је проза. Молијер, Le Bourgeois Gentilhomme
 „Дакле, у вези с поменутом дефиницијом, може се рећи да је „размишљање превођење прозних идеја без помагала” пошто идеје (у мозгу) не прате било какву метричку композицију.”
... Верујем да прича може бити уништена погрешним ритмом у реченици - нарочито ако се то догоди на крају - или грешком у параграфу, чак и интерпункцијом. Хенри Џејмс је маестро тачке-зареза. Хемингвеј је првокласни формирач параграфа. Са тачке гледишта слуха, Вирџинија Вулф никад није написала лошу реченицу. Ја не кажем да ја успешно практикујем оно што проповедам. Ја се трудим, и то је све.

## Типови
Постоје многи типови прозе, међу којима су нефикциона проза, херојска проза, прозна поема, полифонска проза, алитеративна проза, прозна фикција, и сеоска проза и руској књижевности. Прозна поема је композиција у прози која има неке од квалитета поеме.
Многе форме креативног или књижевног писања користе прозу, укључујући новеле и краке приче. Писац Труман Капоте је сматрао да је кратка прича „најтежи и дисциплинованији облик прозног писања”.

## Репрезентативни жанрови прозе

### Биографија
Биографија је књижевни жанр који описује живот неке истакнуте личности, стварне или измишљене. Кад би биографија само наводила места и датуме рођења и смрти, школовања, пословне и породичне догађаје, био би то животопис, али биографије задиру дубље, пишу о људским мотивима, врлинама и манама, проблемима и како су се људи носили са њима, осећајима. Тако нечија биографија може бити драма, а може бити и комедија, може бити поучна, а ако је сувопарна и превише личи на животопис - досадна. Циљ биографије је да целовито прикаже живот изабране особе, да одгонетне и дочара њен карактер, да успостави временски след догађаја и активности у које је особа била укључена, као и да ослика друштвене прилике које су окруживале њен живот.
Биографија није само реконструкција чињеница везаних за живот личности о којој се говори, као што су порекло, рођење, образовање, каријера, односи са другим људима и смрт. Она у исто време треба да изнете чињенице кохерентно образложи, због чега поседује извесна обележја приповести.
За разлику од аутобиографије која оставља могућност да се тачност њених навода доведе у питање и за разлику од биографског романа који стварно допуњава измишљеним, биографија претпоставља истинитост приказаних догађаја, чија је веродостојност проверљива. Биограф користи сву расположиву грађу: мемоаре, дневнике, писма, аутобиографије, белешке, записе, архивску грађу, сећања савременика, друге књиге, фотографије и слике. Биографија није само реконструкција чињеница везаних за живот личности о којој се говори, као што су порекло, рођење, образовање, каријера, односи са другим људима и смрт. Она у исто време треба да изнете чињенице кохерентно образложи, због чега поседује извесна обележја приповести.
За разлику од аутобиографије која оставља могућност да се тачност њених навода доведе у питање и за разлику од биографског романа који стварно допуњава измишљеним, биографија претпоставља истинитост приказаних догађаја, чија је веродостојност проверљива. Биограф користи сву расположиву грађу: мемоаре, дневнике, писма, аутобиографије, белешке, записе, архивску грађу, сећања савременика, друге књиге, фотографије и слике.

### Есеј
Есеј је књижевно-научна врста у којој аутор обједињује научни приступ и књижевну обраду с настојањем да изрази лични став према теми о којој пише. То је обично кратка форма у којој се посматра културни или друштвени феномен. Оснивач овог књижевног жанра је француски ренесансни књижевник и филозоф Мишел де Монтењ. Своје есеје први пут је објавио 1580. Есејистичка метода је експериментална, у њој се представљају тезе из различитих перспектива и размишљања о њима. Тако се читаоцу даје слика мисаоног процеса од премиса до оцена и закључака.

### Приповетка
Приповетка је посебна, модерна књижевна форма кратке прозе, чија је главна особина у јакој компресији садржаја. Приповетке датирају још из периода традиција усменог преношења које су произвеле важне приче као што су Хомерова Илијада и Одисеја. Ове приче су преношене у ритмичном, поетском формату, са римама као олакшицом људима да запамте садржај приче. Ове приче су подељене на краће делове, како би приповедачу било олакшано пренети их у деловима.
Модерна приповетка као властити жанр настала је у Италији, у раном 19. веку. Рани примери збирки кратких прича укључују „Бајке“ браће Грим (1824—1826), Гогољеве „Вечери на салаши крај Дикањке“ (1831—1832), „Гротеске и арабеске“ (1836) Едгара Алана Поа, „Двапут испричане приче“ Натанијела Хоторна (1842). У другом делу 19. века, раст тржишта штампаних магазина и журнала креирао је јаку потражњу за кратком причом, између 3.000 и 15.000 речи дужине. Међу познатим причама из овог периода је Павиљон бр. 6, Антона Чехова.

### Роман
Роман је дугачак приповедни текст написан у прози. Према подели на књижевне родове, роман спада у епику. Формалне особености романа је тешко прецизно дефинисати, али је у начелу у питању сложена, обимнија наративна форма, како у погледу количине текста, тако и у погледу опсега збивања које описује. Овај жанр је био описан као форма која има „континуирану и свеобухватну историју од око две хиљаде година“, која води порекло из класичне Грчке и Рима, из средњовековне и ране модерне романтике, и из традиције новела. Касније је једна италијанска реч кориштена за приповетку да би правила разлика од романа. Таква тенденција је присутна у енглеском језику од 18. века. Ијан Ват је у свом раду The Rise of the Novel предложио 1957. године да је роман први пут настао почетком 18. века.
Романса је блиско повезана са дугим прозним наративом. Волтер Скот ју је дефинисао као „фиктивну нарацију у прози или стиху; чији интерес се усмерава на чудесне и необичне инциденте“, док су у роману „догађаји смештени у обичан ток људских догађаја и савременог стања друштва“. Међутим, многе романсе, укључујући историјске романсе Скота, Емили Бронтејеве Орканске висове и Херман Мелвилов Моби Дик, се исто тако фреквентно називају новелама, и Скот описује романсу као „сродан термин“. Романсу, како је овде дефинисана, не би требало мешати са жанром фикције љубавних романси или романтичним романом. Други европски језици не праве увек разлику између романсе и новеле: „новела је le roman, der Roman, il romanzo“.

### Еп
Еп или приповест је највећа епска форма. Обликован је у високом стилу, одабраним стихом (хексаметар, александринац). Развио се у старој Грчкој и спада у најстарија књижевна дела која су се очувала до данас. У настанку епа важну улогу су имали мит и легенда, древне приче о прецима, херојима, постанку света и живота, открићу знања која су била од великог значаја за заједницу и које су се генерацијама преносиле. Еп је настао од митске и историјске грађе која је била подређена општем начелу идеализације епске прошлости. Обично еп је испричан кроз дела неког хероја који пролази кроз искушења и авантуре и мора да донесе пресудне одлуке. Неки епови су „традиционални”, тј. директно одсликавају искуства народа; други су састављени од песника због неког националног или религијског циља.
Приповедање у епу се одвија у трећем лицу. Приповедач се ставља у позицију непристрасног и објективног посматрача који има увид у целину збивања. Приповедање се одликује епском ширином, оно је подробно, поступно, прекидано дигресијама, епизодама, епским понављањима. Основна техника у причању је ретардација – успоравање радње, одлагање њеног исхода. Догађаји се хронолошки нижу један за другим. Међутим, појединим епизодама се посвећује посебна пажња и скреће се са главног тока. Разлог за то је настојање епског приповедача да ништа што је наведено у песми не остане нејасно и необликовано до краја. Еп има своју устаљену унутрашњу структуру. На почетку је увод у коме се слушаоци обавештавају о предмету епа. На почетку је дата инвокација, молба упућена музама, богињама певања да помогну да се подухват успешно доведе до краја. Затим следи аргументум, у коме се износи садржај епа. За њим наступа приповедање о средишњим догађајима.

### Новинарство
Новинарство је вид писане речи произведене сакупљањем, припремом, уређивањем вести. Појам новинарства се у почетку односио на преношење актуелних догађаја широј публици, преко штампаних медија као што су новине, али са развојем новијих технологија значење појма проширило и данас подразумијева све штампане, електронске и дигиталне медије преко којих се преносе актуелна дешавања. Схватање одговарајуће улоге новинарства варира међу земљама. У неким нацијама, медији су под утицајем владиних интервенција, и нису потпуно независно тело. У другима, медији су независни од владе, али је њихова профитна мотивација у сукобу са уставним заштитама слободе штампе. Приступ слободно доступним информацијама које прикупљају независна и конкурентна новинарска предузећа са транспарентним уредничким стандардима могу да омогуће грађанима да ефективно учествују у политичком процесу. У Сједињеним Државама, новинарство је заштићено чланом о слободи штампе у Првом амандману устава.
Улога и статус новинарства, заједно са улогом и статусом масовних медија, је прошла кроз мноштво промена током задњих деценија са напретком дигиталне технологије и објављивањем вести на интернету. Ово је довело до промена у потрошњи канала штампаних медија, пошто људи све више читају вести путем е-читача, паметних телефона и других електронских уређаја. Тиме су новинске организације подстакнуте да у потпуности монетизују своје дигитално крило, као и да импровизацију у контексту у којем они објављују вести у штампи. У медијским просторима редакције су смањиле број свог особља и покриће путем традиционалних медијских канала, као што је телевизија, како би се ускладили са опадајућом потражњом. На пример, између 2007 и 2012,  је редуковала своје покриће на скоро половину свог оригиналног трајања емисија.
Ова компактност покрића је повезана са широко заступљеним осипањем публике, пошто велика већина учесника недавних студија показује промене преференција у погледу конзумирања вести. Дигитална ера је произвела нову врсту новинара у којој обични грађани имају већу улогу у процесу стварања вести, са порастом заступљености грађанског новинарства омогућеног доступношћу интернета. Користећи видео камере опремљене микрофонима, активни грађани сад имају могућност прављења снимака вести о догађајима и отпремања на канале попут Јутјуба, које често откривају и користе главни медији. У међувремену, лак приступ новостима путем мноштва онлајн извора, као што су блогови и други друштвени медији, довео је до тога да читаоци имају могућност приступа вестима са знатно ширег опсега званичних и незваничних извора, уместо само од традиционалних медијских организација.

## Историја прозе
Први осведочени трагови књижевне прозе налазе се у записима јонских филозофа у Старој Грчкој (6. век пре н. е.), и касније у Хераклита, Демокрита, Хипократа, да би већ код Тукидида били изразито уметнички усмерени. Такву прозу је прихватио Ксенофан. Као већ развијен и рашчлањен стандард уметничку прозу у својим дијалозима користи Платон и такође грчки ретори. Каснији писци су тај стандард дотјеривали (посебно Изократ), али је ова дотераност прозног изражавања почела да се губи за време рачвања на азијанизам и атицизам. Са касноантичким романом проза је ушла и у епске књижевне жанрове (Лукијан).
Латинска проза се развијала деломично из својих извора које су сачињавали јавни говори и аналистички смер у историјском истраживању. Јасноћу, прецизност и прегнантност латинска проза је попримила тек у делима Катона Старијег, а нарочито Цицерона. Касније се примењује у сентенцији (Сенека, Плиније), а понекад постаје и извештачена (Тацит), од чега ју је, враћањем на Цицеронов стил, желео спасити Квинтилијан.
Традиција коју је прихватио средњи век била је усредсређена у појму о трослојном прозном стилу (високи, средњи, ниски). Значајнија средњовековна остварења у прози јесу преводи теолошких, правних и других текстова. У срединама с развијеном епиком (Исланд, Француска) некадашњи су се епски жанрови обрађивали и у прозним облицима.
Античка и средњовековна проза су водиле рачуна о звуку и ритму прозне реченице. Писци су вешто распоређивали језичку грађу у исказу, свесно стављали акценте или паузе на одређено место, пазили на темпо и мелодију, а изнад свега био је у њиховој свести важан крај реченице, који је у доброг стилисте обавезно морао бити метрички структуриран. То се постигло такозваном клаузулом у језицима чија се просодија заснивала на квантитету (грчки или латински језик) или курзусом, на језицима који су ритмичке законитости градили на акценту (касни латински и неки други народни језици).
Хуманизам се вратио на темеље који су означавали античку прозу, из ње је црпео чак и Мартин Лутер, преводећи Библију на немачки језик. Иако је у неким својим видовима ренесансна и барокна проза тежила крајњој дотераности, реторство, па и извештаченост (јуфјуизам, маниризам), ипак је управо у то време настављен онај посебни развој прозе у епским жанровима што га је назначио Бокачо у Декамерону, као и онај развој што се назирао у средњовековним трактатима. Монтењ и Бејкон постављају у својим есејима темеље модерног дискурзивног прозног израза, а Сервантес – својом пародијом стилизованог реторског језика витешких романа, као и уношењем говора простог народа у своју наративну структуру – наговештава основна обележја и могућности које ће у току 18. и 19. века проза добити у својим основним модерним уметничким формама, роману, приповеци, новели. Најзад, управо у време ренесансе, а нарочито у ренесансној комедији, наговештене су и велике могућности употребе прозе у новијој европској драми.